# Шиманяк, Хорст
Хорст Шима́няк (нем. Horst Szymaniak; 29 августа 1934, Ор-Эркеншвик — 9 октября 2009, Мелле) — германский полузащитник польского происхождения. Участник двух чемпионатов мира. Несколько раз был претендентом на «Золотой мяч».
Выступал за клубы «СпВгг Οр-Эркеншвик», «Вупперталь», «Карлсруэ», «Катания», «Интер» Милан, «Варезе», «Тасмания 1900», «Биль-Бенн» и «Чикаго Спёрс».
Сыграл 43 матча и забил 2 гола в составе сборной ФРГ.

## Достижения
- Обладатель Кубка Европейских чемпионов: 1964